# Phronia flavicollis
Phronia flavicollis är en tvåvingeart som beskrevs av Johannes Winnertz 1863. I den svenska databasen Dyntaxa används istället namnet Phronia strenua. Phronia flavicollis ingår i släktet Phronia och familjen svampmyggor. Arten är reproducerande i Sverige. Inga underarter finns listade i Catalogue of Life.